# 新幹線公園

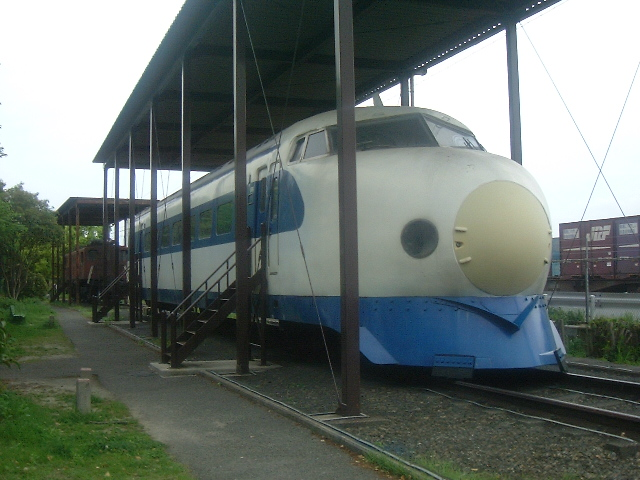
21-73

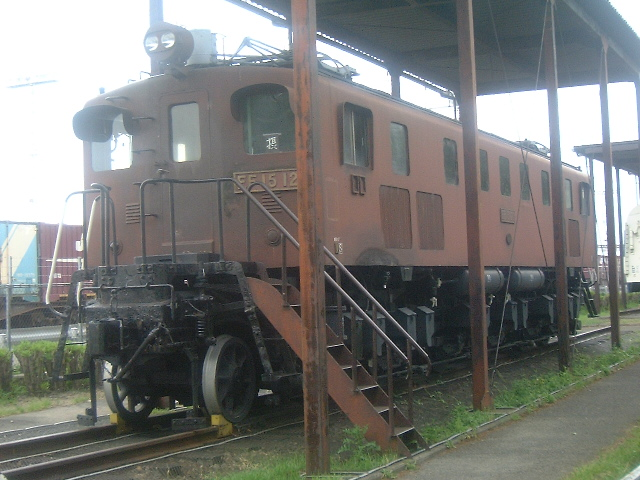
EF15 120

新幹線公園（しんかんせんこうえん）は、大阪府摂津市にある公園。

## 概要
当公園は安威川とJR貨物大阪貨物ターミナル駅との間の安威川堤防上にあり、公園内には新幹線車両と電気機関車が展示されている。中央環状線から当公園までの約400mの安威川堤防沿いには桜が植えられており、開花時期には桜のトンネルとなるため多くの人で賑う。
- 所在地：〒566-0051 大阪府摂津市安威川南町
- 面積：約1,800平方メートル
- 施設内容：
  - 新幹線車両・電気機関車の展示
毎週日曜日の10時～12時、14時～16時の1日2回車内と運転席を一般開放している。
  - 小児用遊具
  - 東屋等
- 開園時間：24時間
- 休園日：無休

## 展示車両
- 新幹線0系電車 21-73
1969年（昭和44年）製造。1984年（昭和59年）10月27日まで、東京・新大阪・博多間を約532万km走行し廃車。
- 国鉄EF15形電気機関車 EF15 120
1954年（昭和29年）製造。東海道本線、高崎線を経て、末期は阪和線・紀勢線で貨物牽引に従事する。1983年（昭和58年）に廃車。1エンド側のデッキに上ることのできる階段が設置されている。なおプレート類はレプリカ。

## 交通アクセス
- 大阪モノレール：摂津駅、南摂津駅から徒歩20分
- 阪急バス：新幹線公園前、近鉄バス：鶴野橋停留所より徒歩10分